# Hamangia

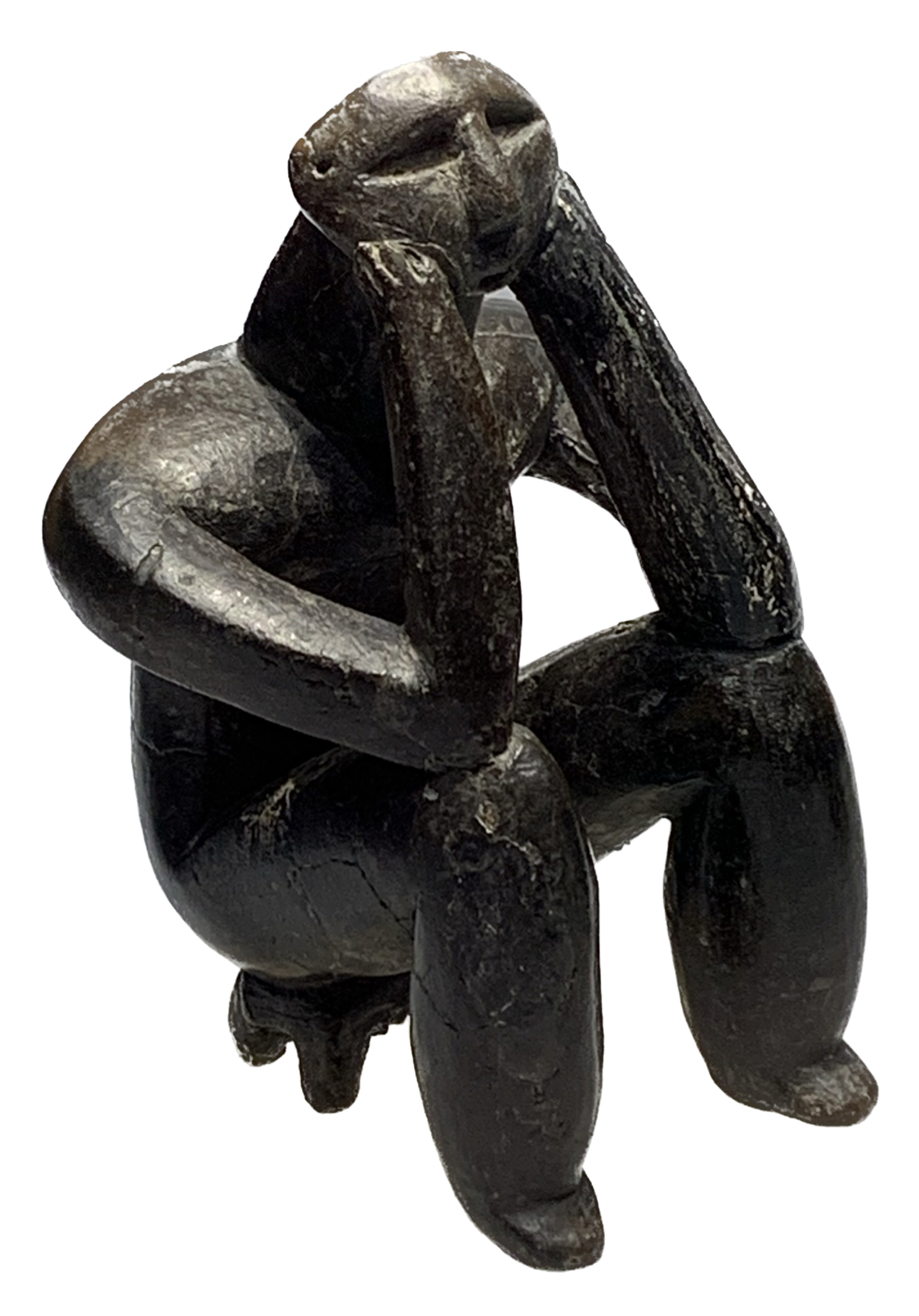
"El pensador" de Hamangia

Hamangia fue una cultura del Neolítico Medio del norte de los Balcanes, que incluía el área del río Danubio, cuya evolución comienza durante la segunda mitad del 6000 a. C. Los países actuales que fueron hogar de la cultura Hamangia fueron Rumanía y Bulgaria.
Los rasgos característicos de la cultura de Hamangia eran la producción de vasos cerámicos decorativos con complejas decoraciones de dibujos geométricos y terracotas de figurillas humanas que expresaban una profunda espiritualidad en contraste con la vida cotidiana. En particular, dos figurillas conocidas como "El pensador" y "La mujer sentada" (véase foto) están consideradas obras maestras del arte Neolítico.
La cultura de Hamangia originada en el noreste del Mediterráneo, aparentemente es una herencia cultural que incluye las de Vinca, Dudesti y Karanovo III. La cultura de Hamangia se caracterizó por una fuerte estabilidad, la cual entorpece la percepción de su evolución geográfica y cronológica.
La cultura de Hamangia desapareció en el V milenio  a.  C., cuando se produjeron las migraciones de nuevas culturas en la región entre los Balcanes y los Cárpatos. Por lo tanto, las muy dinámicas comunidades Boian asimilaron a las comunidades Hamangia durante su transición hacia la cultura de Gulmenita. Esta asimilación contribuyó a la génesis de una variante transitoria de la cultura de Gumelnita entre el mar Negro y el Danubio.

## Lugares
Asentamiento neolítico de Cernavodă, la necrópolis donde las famosas estatuillas de El pensador y La mujer sentada fueron descubiertas, un poblado de tipo Hamangia.
Lugar epónimo: Baia-Hamangia poblado descubierto en 1953 a lo largo del lago Goloviţa
, cierra la costa del mar negro en la provincia rumana de Dobruja.
Fechas: Neolítico Medio. Probablemente la primera cultura neolítica del sureste europeo que origina establecimientos en el oeste del mar Negro.
Marco geográfico: cubriendo una área geográfica desde la contemporánea provincia de Dobrogea hasta la orilla derecha del Danubio en Muntenia y hacia arriba hasta el noreste de Bulgaria.
Habitación: aunque modesta y no fortificada, se ubicaban a lo largo de la costa, al borde de los lagos, en las orillas medias y bajas de los ríos, a veces en cuevas. Los poblados solían formar una cuadrícula rectangular, constan de casas rectangulares de adobe y barro con una o dos habitaciones, a veces con cimientos de piedra.
Materiales significativos: Cerámicas con decoraciones grabadas complejas basadas en la espiral y estatuillas antropomórficas estilizadas de terracota de una excepcional expresión artística.
Ritos funerarios: entierro de los cuerpos acuclillados o tendidos boca arriba en cementerios. Los ajuares incluyen pedernal, conchas trabajadas, herramientas de hueso y adornos de conchas; los más antiguos tienden a no incluir cerámica.